# Acacia subtomentosa
Acacia subtomentosa é uma espécie de leguminosa do gênero Acacia, pertencente à família Fabaceae.